# 3-Metylopirydyna
3-Metylopirydyna – organiczny związek chemiczny z grupy heterocyklicznych amin, monometylowa pochodna pirydyny (jedna z trzech pikolin).